# Даскалопулос, Панайота
Панайо́та Даскалопу́лу (греч. Παναγιώτα Δασκαλοπούλου, английский вариант имени — Панайо́та Даскало́пулос (англ. Panagiota Daskalopoulos); род. Греция) — греко-американский математик, специализирующийся в дифференциальных уравнениях в частных производных, дифференциальной геометрии, геометрическом и гармоническом анализе. Профессор департамента математики Колумбийского университета.

## Биография

### Образование
Афинский национальный университет имени Каподистрии (бакалавр, 1986), Чикагский университет (доктор философии, 1992).

### Карьера
Приглашённый сотрудник Института передовых исследований (1992—1993), преподаватель Миннесотского университета (1993—1995), Калифорнийского университета в Ирвайне (1995—2001) и Колумбийского университета (2001—н. в.).
Член (2013—2019) и сопредседатель (2016—2019) научно-консультативного комитета, член руководящего комитета (2016—2019) и совета попечителей (2016—2019) Научно-исследовательского института математических наук.

## Награды и почести
- 1996 — Faculty Career Award (Калифорнийский университет в Ирвайне)
- 1998 — Стипендия Слоуна
- 1998 — Distinguished Award for Research (Калифорнийский университет в Ирвайне)
- 1999, 2001 — Excellence in Teaching Award (Школа физических наук Калифорнийского университета в Ирвайне)
- 2004 — Стипендия Гуггенхайма
- 2014 — приглашённый докладчик Международного конгресса математиков